# Cleistanthus striatus
Cleistanthus striatus är en emblikaväxtart som beskrevs av Airy Shaw. Cleistanthus striatus ingår i släktet Cleistanthus och familjen emblikaväxter. Inga underarter finns listade i Catalogue of Life.